# Demmin (huyện)
Demmin (/dɛˈmiːn/) là một huyện cũ của bang Mecklenburg-Vorpommern, Đức. Huyện này giáp các huyện (từ phía nam theo chiều kim đồng hồ): Müritz, Güstrow, Nordvorpommern, Ostvorpommern và Mecklenburg-Strelitz.

## Lịch sử
Huyện đã được lập năm 1994 thông qua việc sáp nhập các huyện cũ Demmin, Altentreptow và Malchin.
Tháng 9 năm 2011, phần lớn huyện được sáp nhập vào huyện Mecklenburgische Seenplatte, một phần phía Đông bắc thì được sáp nhập vào huyện Vorpommern-Greifswald.

## Địa lý
Sông Peene chảy vào huyện ở phía tây, qua một hồ lớn Kummerower See (33 km²), và rời huyện ở phía đông bắc. Huyện Demmin trùng với các vùng lịch sử Mecklenburg và (Tây) Pomerania.

## Thị xã và đô thị
| Amt-các thị xã tự do |
| -------------------- |
| 1. Dargun 2. Demmin  |

| Ämter | Ämter | Ämter |
| --- | --- | --- |
| - 1. Demmin-Land [thủ phủ: Demmin] 1. Beggerow 2. Borrentin 3. Hohenbollentin 4. Hohenmocker 5. Kentzlin 6. Kletzin 7. Lindenberg 8. Meesiger 9. Nossendorf 10. Sarow 11. Schönfeld 12. Siedenbrünzow 13. Sommersdorf 14. Utzedel 15. Verchen 16. Warrenzin - 2. Jarmen-Tutow 1. Alt Tellin 2. Bentzin 3. Daberkow 4. Jarmen1, 2 5. Kruckow 6. Tutow 7. Völschow | - 3. Malchin am Kummerower See 1. Basedow 2. Duckow 3. Faulenrost 4. Gielow 5. Kummerow 6. Malchin1, 2 7. Neukalen2 8. Remplin - 4. Peenetal/Loitz 1. Düvier 2. Görmin 3. Loitz1, 2 4. Sassen-Trantow - 5. Stavenhagen 1. Bredenfelde 2. Briggow 3. Grammentin 4. Gülzow 5. Ivenack 6. Jürgenstorf 7. Kittendorf 8. Knorrendorf 9. Mölln 10. Ritzerow 11. Rosenow 12. Stavenhagen1, 2 13. Zettemin | - 6. Treptower Tollensewinkel 1. Altenhagen 2. Altentreptow1, 2 3. Bartow 4. Breesen 5. Breest 6. Burow 7. Gnevkow 8. Golchen 9. Grapzow 10. Grischow 11. Groß Teetzleben 12. Gültz 13. Kriesow 14. Pripsleben 15. Röckwitz 16. Siedenbollentin 17. Tützpatz 18. Werder 19. Wildberg 20. Wolde |
| 1seat of the Amt; 2town | | |